# Río en Medio (Nuevo México)
Río en Medio es un lugar designado por el censo ubicado en el condado de Santa Fe en el estado estadounidense de Nuevo México. En el Censo de 2010 tenía una población de 143 habitantes y una densidad poblacional de 83,28 personas por km². 
Forma parte del área metropolitana de Santa Fe.

## Geografía
Río en Medio se encuentra ubicado en las coordenadas 35°49′20″N 105°54′3″O / 35.82222, -105.90083. Según la Oficina del Censo de los Estados Unidos, Río en Medio tiene una superficie total de 1.72 km², de la cual 1.72 km² corresponden a tierra firme y (0%) 0 km² es agua.

## Demografía
Según el censo de 2010, había 143 personas residiendo en Río en Medio. La densidad de población era de 83,28 hab./km². De los 143 habitantes, Río en Medio estaba compuesto por el 79.02% blancos, el 0% eran afroamericanos, el 0.7% eran amerindios, el 0.7% eran asiáticos, el 0% eran isleños del Pacífico, el 11.19% eran de otras razas y el 8.39% pertenecían a dos o más razas. Del total de la población el 67.13% eran hispanos o latinos de cualquier raza.